# Peugeot Tipo 190

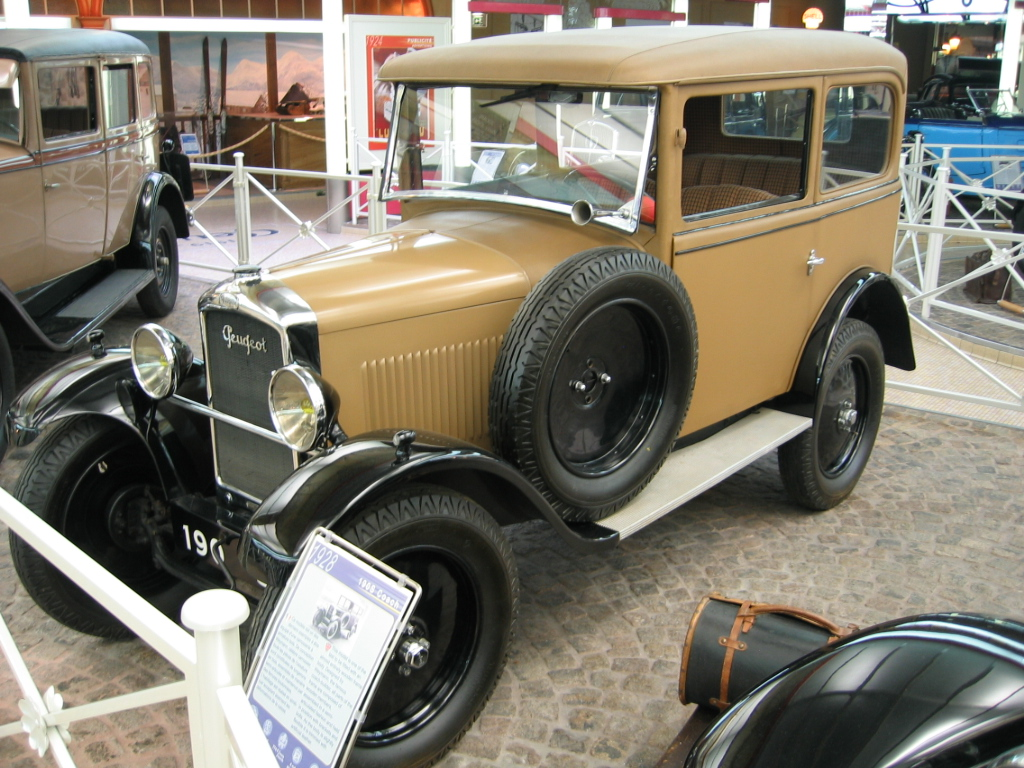
Peugeot Tipo 190

El Peugeot Tipo 190 S es un modelo de automóvil de Peugeot producido entre 1928 y 1931.
El Tipo 190 fue lanzado a finales de 1928 y se vendió junto con el ligero Peugeot 5CV (a su vez basado en el Quadrilette), un superventas de la década de 1920, al que se pretendía sustituir. El Tipo 190 también era un vehículo pequeño, pero más tradicional en comparación con los modelos anteriores. Su carrocería estaba disponible en configuraciones de torpedo y roadster. El Tipo 190 poseía el pequeño motor de 4 cilindros y 695 cc del 5CV, que desarrollaba 14 Hp (10 kW) y el coche podía viajar a una velocidad máxima de 60 km/h. El tipo 190 tuvo mucho éxito y en total se fabricaron más de 33.000 vehículos. En 1929,fue lanzado su sucesor, el Peugeot 201,  aunque la producción del Tipo 190 duró hasta 1931.
El Tipo 190 fue uno de los últimos modelos de Peugeot en ser fabricado con una estructura de madera, usando herramientas tradicionales.